# Plesk
Plesk est une interface de gestion de serveur payante. Son code source est chiffré de manière à ne pas être utilisable, sauf en exécution au sein d'un environnement Plesk.
Initialement créé à Novossibirsk en Russie, Plesk fut lancé en 2001. En 2003, le projet fut racheté par SWsoft (en), qui devint Parallels, Inc. en 2008.
En décembre 2015, Plesk redevint une entité à part entière, qui depuis fut rachetée par Oakley Capital.
Sa facilité de prise en main et sa capacité à faire en sorte qu'un utilisateur non expert puisse gérer le serveur en font un outil réputé dans le domaine de l'administration de serveurs dédiés. Plesk gère la mise en service de nouveaux sites web, des droits d'accès avancés à l'interface d'administration, la gestion des mails, et les DNS.